# 뤼트 판 니스텔로이
륏헤뤼스 요하네스 마르티뉘스 판 니스텔로이(네덜란드어: Rutgerus Johannes Martinus van Nistelrooij, 네덜란드어 발음: [ˈryt fɑn ˈnɪstəlroːi̯]; 1976년 7월 1일~)는 네덜란드의 축구 선수 출신 축구 감독으로, 현역 시절 포지션은 스트라이커였다.
현역 시절 그는 56골로 UEFA 챔피언스리그 통산 득점 6위에 올라있다. 그는 챔피언스리그 득점왕을 3회 차지했고, 3개의 다른 리그에서 득점왕에 오른 경력이 있다. 그는 덴 보스에서 프로 무대에 데뷔해 헤이렌베인을 거쳐 PSV에 입단해 두 차례의 에레디비시 우승을 거두었다. 그의 PSV 득점 기록은 맨체스터 유나이티드의 관심을 끌어들였다. 협상은 2000년 여름에 진행되었지만, 부상 문제로 1년 뒤로 미루어졌고, 그는 당시 영국 역대 최고 이적료인 £19M에 합류했다. 그는 유나이티드 소속으로 성공을 거두었는데, 프리미어리그, FA컵, 풋볼 리그 컵, 그리고 FA 커뮤니티 실드를 우승했고, 두 차례 맷 버즈비 경 올해의 선수로 선정되었다. 판니스텔로이는 유나이티드 소속으로 219 경기에 나서 150골을 기록했고, 당대 유럽 역대 최다 득점자로 이름을 올렸지만, 막판에 경쟁에서 밀려났다. 이후 2006년에 레알 마드리드가 그를 영입했다. 비록 마드리드 말년에 중상을 당하긴 했지만, 그는 라 리가를 두 차례 우승하고 수페르코파 데 에스파냐도 한 차례 우승하고 2010년 1월 겨울 이적 시장에 함부르크로 이적했다. 함부르크에서 1년 반을 보낸 그는 2011년 여름에 말라가에 입단해 다시 스페인 무대에 복귀했다. 2012년 5월 14일, 그는 현역 은퇴를 선언했다.

## 클럽 경력

### 네덜란드 무대
노르트브라반트주 오스 출신인 판니스텔로이는 1993년 네덜란드 2부 리그의 덴 보스흐에서 프로 무대에 데뷔하였고, 그는 처음에 중앙 미드필더였지만, 노이트 헤다흐트와 마르그리트에서 잠시 활약한 후 중앙 공격수로 전향했다. 1996-97 시즌에 31경기에서 12골을 기록한 그는 €360,000에 헤이렌베인으로 이적해 그 다음 시즌에 1년 동안 31경기에 출전하여 13골을 기록했다. 그는 이듬해에 당시 두 전 네덜란드 구단들의 역대 최고 이적료 합과 맞먹는 €6.3M에 PSV로 이적했다.
그는 에레디비시 경기에 34번 출전해 31골을 넣어 유럽 최다 득점 2위에 올랐고, 1998년 11월 25일, 헬싱키와의 UEFA 챔피언스리그 경기에서는 홀로 PSV의 3골을 터뜨렸다. 판니스텔로이는 그 다음 시즌 네덜란드 올해의 축구 선수로 선정되며 화룡점정을 찍었고, 29골로 에레디비시 통산 2번째 득점왕에 올랐다. 2001년 텔레그래프와의 인터뷰에서 , 알렉스 퍼거슨 맨체스터 유나이티드 감독이 그의 아들 대런이 에레디비시 숙적 헤이렌베인에 시험 훈련을 나가서, 자신의 아버지에게 간청했다고 말했다. 대런은 "아버지, 즉시 판니스텔로이를 영입해야 되요, 그는 놀라워요. 우리는 그를 주시해 왔어요." 퍼거슨은 구단 대표를 PSV의 다음 리그 경기에 파견해 판니스텔로이를 그 다음날 영입케 했다.

### 맨체스터 유나이티드

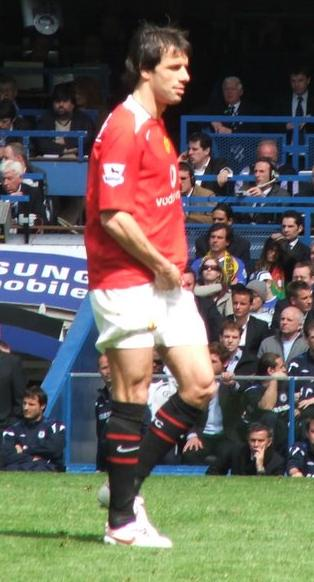
2006년, 첼시전에 출전한 맨체스터 유나이티드의 판니스텔로이

2000년 여름, 판 니스텔로이는 구단 역대 최고 이적료인 £18.5M에 맨체스터 유나이티드에 입단할 것으로 전망되었다. 그는 본래 나흘 후의 기자 회견에 나타날 예정이었지만, 몸상태 문제로 이적이 연기되었다고 발표했는데, 그가 무릎 문제로 한 달 동안 출전하지 못한데 있었다. 이적은 PSV 측이 의료 검진을 이어나가기 거절하면서 취소되었고, 그 다음 날 훈련에서 전방 십자 인대가 파열되면서, 그는 1년 정도 활동하지 못했다.
1년 후, 판 니스텔로이는 의료 검진을 통과하고 5년 계약을 맺었다. 그는 기자 앞에서 유나이티드가 £19M의 이적료를 지불한 것에 대해 "값어치는 저에게 크게 느껴지지 않습니다. 저는 유나이티드가 저에게 자신감을 지녔다 생각해 들뜨는 느낌입니다."라며 평가 절하했다.

#### 2001–02 시즌
판 니스텔로이는 리버풀과의 채리티 실드 경기에 공식으로 데뷔해 득점을 올렸지만, 1-2로 패했다. 8월 19일, 판 니스텔로이는 올드 트래퍼드에서 풀럼을 상대로 프리미어리그 첫 경기를 치렀고, 2골을 기록해 유나이티드의 3-2 승리를 견인했다. 10월 17일, 그는 2-3으로 패한 데포르티보와의 UEFA 챔피언스리그 경기에서 이 대회의 첫 골을 기록했다.
12월 22일, 판 니스텔로이는 6-1로 이긴 사우샘프턴전에서 첫 프리미어리그 해트트릭을 완성했다. FA컵에서 판 니스텔로이는 애스턴 빌라와의 3라운드 경기에 사타구니 문제로 후보로 시작했지만, 0-2로 후반에 유나이티드가 밀린 와중에 루크 채드윅과 교체로 들어가 "은밀한" 2골을 3분 간격으로 기록해 3-2 역전승을 거두고 유나이티드를 대회 4라운드에 올렸다.
판 니스텔로이는 첫 시즌에 32경기 출전 23골을 기록했다. 그는 8경기 연속골을 기록해 마크 스테인, 앨런 시어러, 그리고 티에리 앙리가 공유하던 종전 기록을 경신했다. 그는 UEFA 챔피언스리그에서도 10골을 기록했으며, PFA 선수 선정 올해의 선수로도 선정되었다.

#### 2002–03 시즌
그 다음 시즌, 그는 34경기에 출전해 25골을 넣어 프리미어리그 득점왕에 등극했고, 그는 에버턴과의 최종전에서 골을 추가해 아스널의 티에리 앙리를 제치고 골든 슈를 가져갈 수 있었다. 그는 득점왕에 등극하는 과정에 뉴캐슬 유나이티드, 풀럼, 그리고 찰턴 애슬레틱을 상대로 해트트릭을 기록했다. 그는 유나이티드의 막판 8경기에 모두 득점을 기록해 유나이티드의 우승을 공헌했다. 판 니스텔로이는 2003년 프리미어리그 올해의 선수로도 선정되었다. 그는 유나이티드의 우승을 전두지휘하여 공연히 인정받았고, 그의 득점 행진은 "경이롭다"고 묘사되었다. UEFA 챔피언스리그에서 12골을 득점한 그는 UEFA로부터 유럽 최우수 공격수로 선정되었다.

#### 2003–04 시즌
제 야심찬 목표는 9번과 10번의 역할을 겸임해 공격수이자 선수단에 관할하며 창조적인 선수가 되는 것입니다.
판 니스텔로이는 처음 두 번의 리그 경기에서 2골을 기록하는 것으로 2003-04 시즌을 시작하였다. 이 뜻은 그가 프리미어리그 역대 최다인 10경기 연속 리그 득점을 기록한 것을 뜻하며, 그의 기록은 2015년에 제이미 바디가 11경기 연속 득점을 기록하기 전까지 유지되었다. 2003년 9월 21일, 0-0으로 비긴 숙적 아스널과의 경기는 올드 트래퍼드의 전투로 회자되는 경기로 판 니스텔로이는 이 경기의 가장 불미스러운 사건 중 하나로 꼽히는 일에 연루되었다. 유나이티드의 결승골이 될 수도 있었던 막판 페널티킥을 실축한 후, 판 니스텔로이는 마틴 키언에게 가격되었고, 이는 양 선수단 간의 패싸움으로 이어졌다: 키언을 비롯한 아스널 선수들에게 출정 금지령과 벌금령이 내려졌고, 구단 자체에도 £175,000의 벌금령이 내려졌다. 앞서 경기 중에는 파트리크 비에이라가 판 니스텔로이를 걸고 경고 누적으로 퇴장했다. 비에이라와 그의 소속 구단 감독인 아르센 벵어는 판 니스텔로이가 꼼수를 부려 비에이라를 밟으려 했다고 항의했고, 이어서 알렉스 퍼거슨이 목소리를 높여 그를 변호했다.
9월 27일, 그는 4-1로 이긴 레스터 시티와의 경기에서 해트트릭을 완성했다. 2004년 2월 7일, 에버턴과의 경기에서 자신의 유나이티드 100호골을 기록해 극적인 4-3 승리에 일조했다.
맨체스터 시티와의 FA컵 5라운드 더비전 경기에서, 판 니스텔로이는 2골을 기록해 10명으로 수적 열세인 유나이티드에 4-2 승리를 가져다 주었고, 풀럼과의 8강전에서도 2골을 추가하여 2-1 역전승을 견인했다. 그는 뒤에 페널티킥 1골을 포함해 2골을 기록해 유나이티드가 밀월과의 2004 FA컵 결승전에서 승리하는데 공을 세웠다.

#### 2004–05 시즌
판 니스텔로이는 부상으로 2004-05 시즌의 대부분 기간 동안 결장했지만, UEFA 챔피언스리그에서 8골을 기록해 득점왕을 차지했다. 이 시즌에 그는 30번째 유럽대항전 득점을 기록했는데, 그 득점을 기록한 2004년 9월 16일자 리옹과의 조별 리그 경기에서 2-2로 비겼고, 데니스 로가 가졌던 종전의 28골 기록을 넘어섰다. 로는 기자들 앞에서 "저는 뤼트 덕에 행복합니다. 더 자비로운 선수였다면 이러지도 못했겠지요"라고 말했다.
10월 24일, 아스널은 올드 트래퍼드에 다시 방문해 또다시 극적인 상황을 연출했다. 아스널은 당시 49경기 무패 행진을 기록해 "무적 군단"으로 수식되었는데, 유나이티드가 이 경기를 2-0으로 이겼다. 판 니스텔로이가 페널티킥 주자로 나서 선제골을 넣으며 전 시즌에 기록한 실축을 만회했고, 웨인 루니가 추가골을 기록했다. 판 니스텔로이는 주심 몰래 애슐리 콜에 범한 반칙으로 3경기 출장 정지 징계를 받았다. 11월 3일, 판 니스텔로이는 4-1로 이긴 스파르타 프라하와의 경기에서 홀로 4골을 집어넣었다. 2005년 4월 17일, 그는 뉴캐슬과의 FA컵 준결승전에서 2골을 넣어 4-1 승리를 견인했지만, 유나이티드는 아스널과의 결승전에서 승부차기 끝에 패했다.

#### 2005–06 시즌

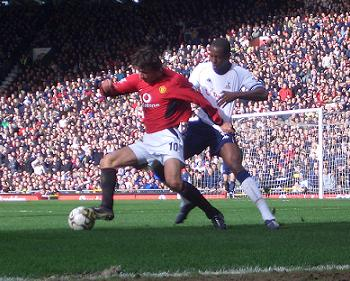
토트넘 홋스퍼전에서 공을 사수하는 판 니스텔로이

판 니스텔로이는 2005-06 시즌 초부터 4골을 기록했다. 그는 아스널의 티에리 앙리에 이어 21골로 리그 득점 2위를 차지했다. 그러나, 그는 위건 애슬레틱과의 풋볼 리그 컵 결승전에서 후보로 대기해, 그와 알렉스 퍼거슨 사이에 불화가 있다는 추측을 낳았지만, 판 니스텔로이 본인은 이를 부인했다. 이에도 불구하고, 그는 리그에서 6경기 연속으로 후보에 머물렀고, 이후 웨스트 햄 유나이티드전과 볼턴 원더러스전에서 선발로 복귀해 결승골을 기록했지만, 찰턴 애슬레틱과의 최종전에서 또다시 유나이티드의 후보 선수로 전락해 또다시 의혹이 나왔다. 퍼거슨은 판 니스텔로이가 결정에 분노해 경기를 3시간 앞두고 경기장을 떠났다고 해명했다. 2006년 5월 9일, 판 니스텔로이가 선수단에서 제외된 요인이 동료 크리스티아누 호날두와 훈련 도중에 싸움을 벌인 것이었다고 밝혀졌다. 판 니스텔로이는 호날두가 공을 동료에 건네기보다 잡으려는 경향을 공개적으로 비난했고, 이는 판 니스텔로이가 포르투갈인 수석 코치인 카를루스 케이로스를 짚어 "네 아비에게나 가서 징징대라"라고 조롱하면서 싸움으로 번졌다. 한편, 호날두는 그의 말을 글자 그대로 받아들여 8달 전에 별세한 자신의 부친 주제로 받아들여 울음을 터뜨린 것으로 밝혀졌다. 판 니스텔로이는 몇 달 전 퍼거슨에게 나중에 자신의 행위에 사과하였다.
7월 28일, 판 니스텔로이는 스페인 라 리가의 레알 마드리드에 입단하며 올드 트래퍼드에서 5시즌 동안 219 경기에서 150골을 기록했던 올드 트래퍼드를 떠났는데, 그의 유나이티드 소속 마지막 골은 4월 1일 볼턴전에서 터졌고, 이 골은 결승골이 되었다. 38골로, 그는 웨인 루니에 이어 구단의 유럽대항전 최다 득점 2위이다.

### 레알 마드리드

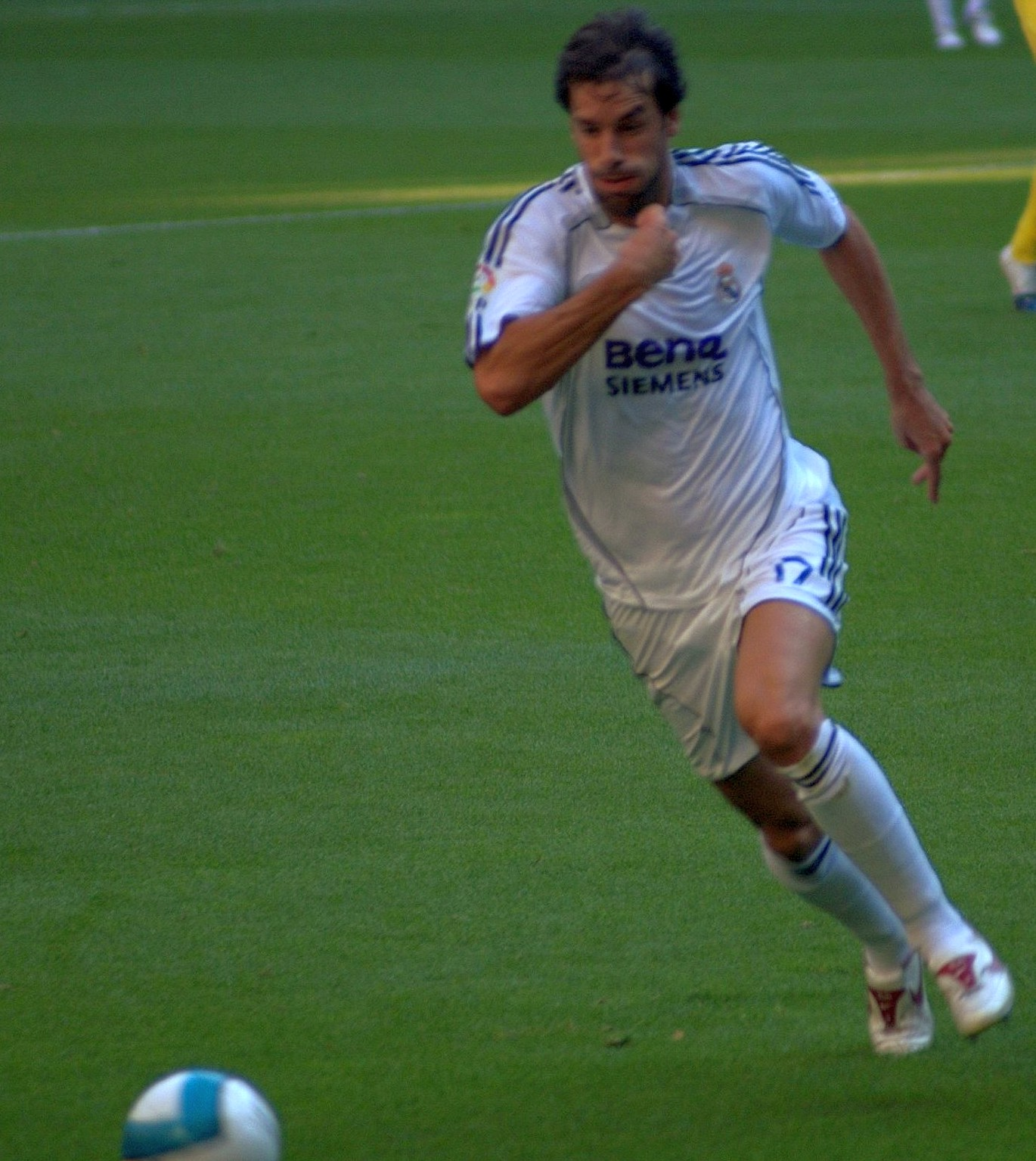
레알 마드리드의 판 니스텔로이

2006년 7월 15일, 퍼거슨은 판 니스텔로이가 맨체스터 유나이티드를 떠나겠다는 의사를 확인시켰고, 레알 마드리드는 2주 후 그가 €14M에 입단해 3년 계약을 맺었다고 발표했다.
2006년 8월 4일, 그는 1-0으로 이긴 레지나와의 친선경기에서 스페인 구단 소속으로 첫 경기를 치렀다. 판 니스텔로이는 2006년 11월 12일, 레반테와 치른 자신의 2번째 리그 경기에서 해트트릭을 달성했고, 오사수나와의 경기에서는 홀로 4골을 넣어 4-1 승리를 견인했다. 그는 25골을 기록해 리그 득점왕에 올라 피치치를 차지했고, 레알 마드리드는 2006-07 시즌 우승을 거두었으며, 7경기 연속 득점을 기록해 우고 산체스와 라 리가 역대 최다 연속 경기 득점 기록으로 어깨를 나란히 했다.
2008년 1월, 판 니스텔로이는 마드리드와 2010년까지 유효한 계약을 맺었고, 이 계약은 그의 34번째 생일 전날까지 유효했다. 그는 3월에 발목 수술을 받았고, 5월 7일에 열린 바르셀로나와의 고전 더비 (El Clásico) 경기에 복귀해 교체로 들어간 뒤 페널티킥으로 골을 추가했다. 그는 2007-08 시즌을 33경기 출전 20골로 마무리했다.

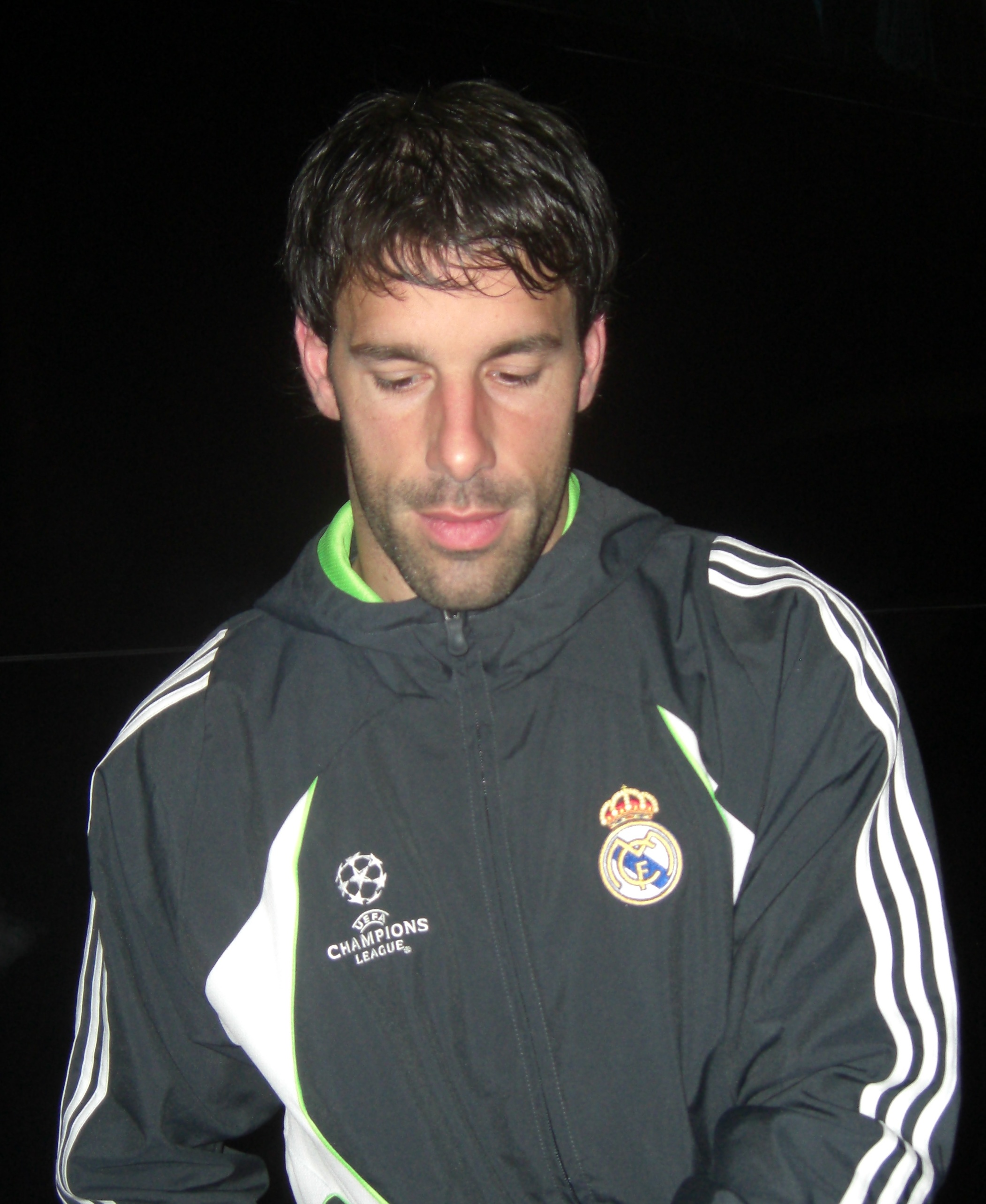
서명하는 레알 마드리드의 판 니스텔로이

2008년 11월, 레알 마드리드는 판 니스텔로이가 관절 내시경 수술을 통해 오른쪽 무릎의 반월상연골이 부분적으로 찢어져, 이를 복구하는 두 번째 수술 후 회복하는데 6달에서 9달 걸릴 것이라는 진단을 받아 2008-09 시즌의 남은 기간 동안 출전하지 못할 것이라고 발표했다. 판 니스텔로이는 수술을 받으러 미국으로 건너가 2000년에 그의 오른쪽 무릎을 수술했던 관절 전문가 리처드 스테드맨을 만났다. 부상 당한 시점에 그는 시즌 시작 후부터 12경기에 출전해 10골을 기록했다. 부상 후, 그는 2008-09 시즌의 남은 기간 동안 레알 마드리드 선수단에서 제외되었고, 그의 등번호는 다니엘 파레호가 사용했다. 2009년 8월 24일, 라 리가 개막을 앞두고 치른 로센보르그와의 마지막 시즌 전 경기에서, 판 니스텔로이는 카카와 교체로 들어가 막판 15분을 출전해 부상 이래 처음으로 경기를 뛰었다. 판 니스텔로이는 헤레스와의 경기에서 80분에 크리스티아누 호날두와 교체로 들어가 시즌 첫 라 리가 경기를 치렀다. 같은 경기의 81분, 그는 카림 벤제마의 골을 도왔고, 이어서 88분에는 자신도 득점했다. 그러나, 그는 득점 도중 허벅지 부상을 당했고, 이후 레알 마드리드는 6주 동안 그가 활동할 수 없다는 것을 확인했다. 10월 27일, 판 니스텔로이는 알코르콘과의 코파 델 레이 경기에서 라울과 교체되어 복귀전을 치렀다.

### 함부르크
2010년 1월 23일, 판 니스텔로이는 독일의 함부르크와 2011년 6월까지 유효한 18개월짜리 계약을 맺었다. 2월 6일, 그는 3-3으로 비긴 쾰른과의 경기에서 교체로 들어가 막판 2분을 출전했다. 2010년 2월 13일, 판 니스텔로이는 슈투트가르트와의 경기에서 교체로 들어간 지 얼마 지나지 않아 75분과 77분에 처음으로 2골을 기록해 3-1 승리를 견인했다. 2010년 3월 11일, 그는 안데를레흐트를 상대로 40분에 자신의 첫 UEFA 유로파리그 골을 넣었다.
2010년 8월 15일, 판 니스텔로이는 토어겔로베어 그라이프와의 DFB-포칼 2010-11 1라운드 경기에서 함부르크 소속으로 처음이자 마지막으로 해트트릭을 기록해 5-1 승리를 견인했다. 2010년 8월 21일, 그는 샬케 04와의 함부르크 시즌 개막전에서 2골을 넣어 소속 구단의 2-1 승리를 견인했다. 경기에서, 그는 가까이 지내던 인물이자 전 레알 마드리드 동료이며, 분데스리가 신고식을 치른 라울과 맞대결을 펼쳤다. 1월 이적 시장에서, 곤살로 이과인과 카림 벤제마의 부상당한 와중에 주제 모리뉴 감독이 판 니스텔로이의 합류를 반기며 그를 위해 쌍수를 들고 환영할 것이라 말하며 판 니스텔로이는 전 소속 구단인 레알 마드리드에 단기간 복귀할 것으로 예상되었다. 판 니스텔로이도 복귀 요청이 나기 전부터 레알 마드리드 복귀를 심사숙고했다고 인정했다. 그러나, 구단 측은 판 니스텔로이의 마드리드 제의를 거절했고, 이적 시장이 끝나기 전까지 함부르크가 자신의 소유를 재확인시키며 마드리드에 경고했다. 레알 마드리드 복귀 무산에 분개했지만, 판 니스텔로이는 함부르크에 남기로 결정했다. 2011년 4월 16일, 판 니스텔로이는 함부르크와 하노버 96 간의 경기에서 종아리 부상을 당해 최종전까지 활동을 못하게 되었다.
판 니스텔로이는 함부르크 소속으로 치른 유일하게 온전한 시즌에 25경기에 나서서 7골 2도움을 기록했다.

### 말라가

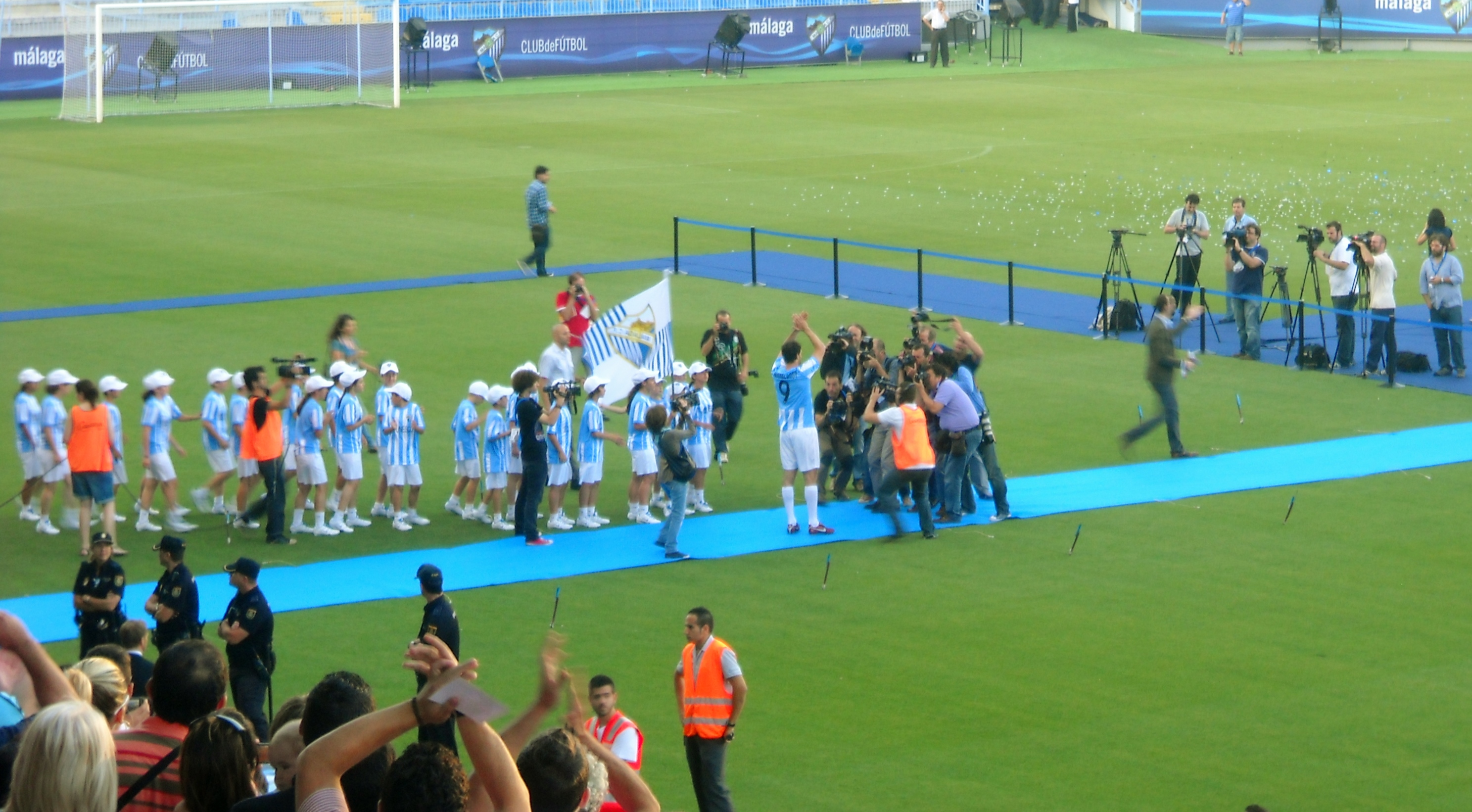
말라가 입단식의 판 니스텔로이

2011년 6월 1일, 판 니스텔로이는 자유 이적으로 라 리가의 말라가와 1년 계약을 체결했다. 입단 후, 판 니스텔로이는 라 로살레다에 웅집한 15,000명의 말라가 관중들 앞에서 입단식을 치렀다. 판 니스텔로이는 1-2로 패한 세비야와의 2011-12 시즌 개막전에서 신고식을 치렀다.
2011년 10월 1일, 판 니스텔로이는 헤타페전에서 말라가 소속으로 첫 골을 기록했다. 12월 21일, 그는 같은 구단을 상대로 선제골을 넣어 코파 델 레이 합계 3-2 승리에 공헌했다. 그 시즌 막판, 판 니스텔로이는 에스파뇰과 라싱 산탄데르와의 리그 경기에서 2골을 추가하였고, 이는 그의 현역 마지막 골이 되었다. 은퇴 하루를 앞두고, 판 니스텔로이는 스포르팅 히혼과의 경기에서 결승골을 넣은 살로몬 론돈과 75분에 교체로 들어가 현역 은퇴 경기를 치렀다.
2012년 5월 14일, 판 니스텔로이는 35세의 나이로 현역 은퇴를 선언했다. 그는 앞서 스포르트1과의 인터뷰에서 말라가가 그의 마지막 소속 구단이며 축구 경력이 끝을 내달린다고 언급했다.

## 국가대표팀 경력
판 니스텔로이는 네덜란드 국가대표팀 일원으로 70경기 출전해 35골을 넣었다. 그는 1998년 11월 18일, 독일과의 친선경기에서 국가대표팀 신고식을 치렀다. 그러나, 맨체스터 유나이티드 이적을 연기시킨 십자 인대 부상으로 판 니스텔로이는 UEFA 유로 2000에도 참가하지 못했다.
네덜란드는 2002년 FIFA 월드컵 본선행에 실패하였기에, 판 니스텔로이가 네덜란드 대표로 치른 첫 주요 대회는 UEFA 유로 2004였고, 그는 체코의 밀란 바로시와 함께 조별 리그 3경기에서 모두 득점을 올린 유이한 선수였다. 네덜란드는 대회 준결승전까지 올랐으나 개최국 포르투갈에게 1-2로 패했다. 판 니스텔로이는 대회의 팀 일원으로 선정되었다.
2006년 FIFA 월드컵 예선전에서 그는 4-0으로 이긴 최하위 안도라와의 경기에서 득점을 기록했고, 6분 전에 판 니스텔로이의 페널티킥 실축을 비웃었던 안도라의 안토니 리마 앞에서 골을 자축하다가 경고를 받았다. 그는 2006년 FIFA 월드컵 본선에서 FIFA / SOS 홍보대사를 역임하면서 마르코 판 바스턴의 선수 명단에 이름을 올렸다. 그는 네덜란드의 조별 리그 3경기에 모두 선발로 출전해 교체로 나갔고, 코트디부아르와의 경기에서는 개인기로 득점을 올렸다. 판 니스텔로이는 16강전에서 판 니스텔로이의 일방적인 통보에 따라 후보로 밀려났고, 네덜란드는 또다시 포르투갈에 패해 탈락했다.

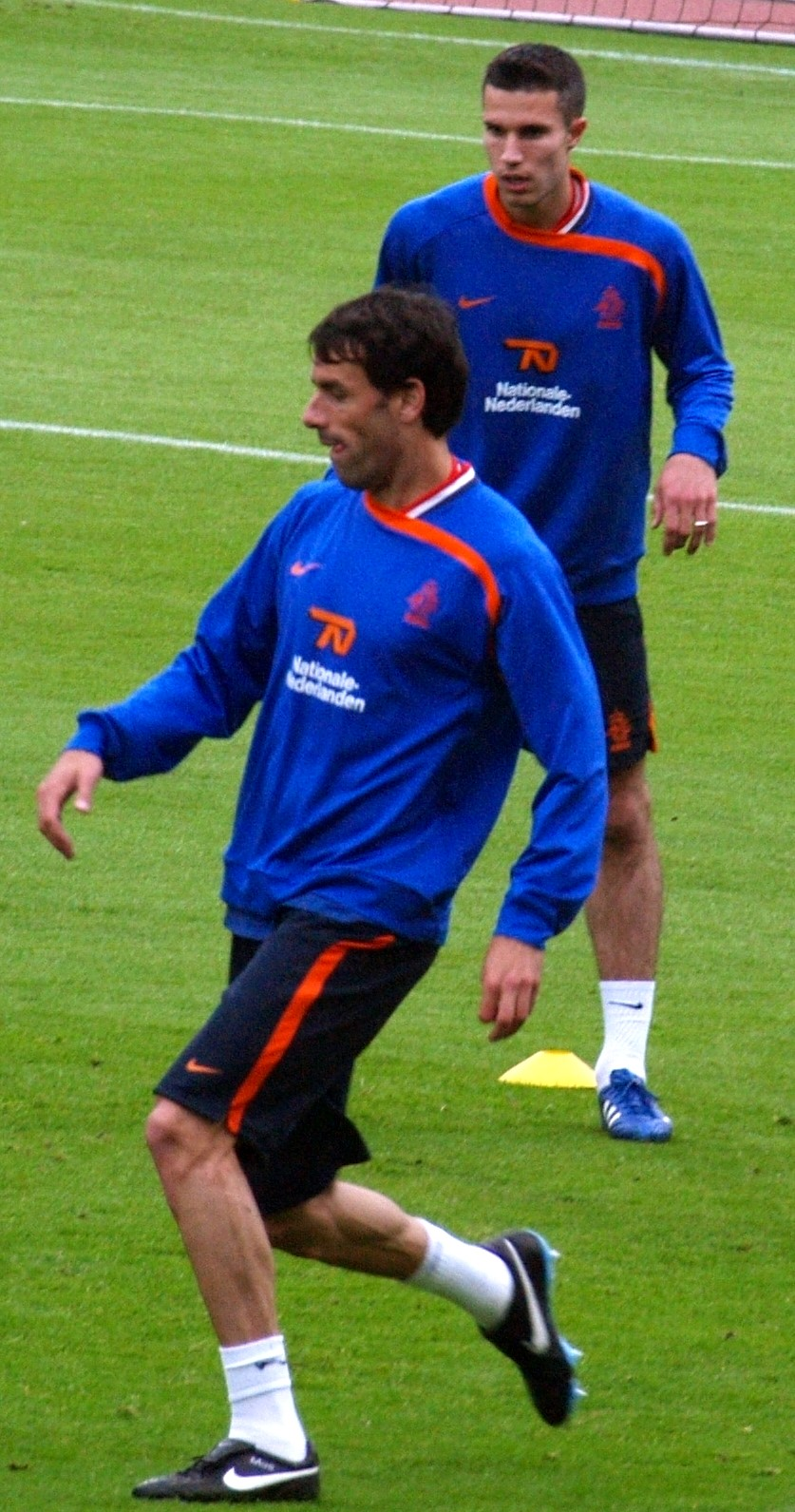
판 니스텔로이 (앞쪽) 와 로빈 판 페르시

판 니스텔로이는 2006년 8월 16일, 아일랜드와의 친선전을 앞두고 선수단에서 제외되었다. 포르투갈과의 9월 다음 경기에서는 디르크 카위트가 판 니스텔로이를 대체했다. 클라스-얀 휜텔라르가 불가리아와 벨라루스와의 UEFA 유로 2008 예선전에 부상으로 결장하게 되었지만, 판 니스텔로이는 판 바스턴의 선수단 재합류 요청을 거절했다.
2007년 1월 23일, 판 니스텔로이는 2006년 FIFA 월드컵 본선 때부터 판 바스턴 감독과 언쟁을 이어온 끝에 국가대표팀 은퇴를 선언했다. 수 차례의 전화 통화와 노련한 수문장 에드빈 판 데르 사르의 설득 끝에, 선수측과 감독측은 의견차를 뒤로 했다. 판 바스턴은 4달 후, 판 니스텔로이가 오라녜 (Oranje) 에 재합류한다고 밝혔다. 9월 8일, 판 니스텔로이는 전 요청에 따라 불가리아와의 예선 경기에 휜텔라르를 대신해 선발로 나섰고, 2-0으로 이긴 이 경기에서 득점을 기록했고, 나흘 후에는 알바니아와의 경기에서 네덜란드의 추가 시간 결승골을 기록했다.
UEFA 유로 2008에서 판 니스텔로이는 3-0으로 이긴 이탈리아와의 조별 리그 경기에서 득점을 기록했고, 1-3으로 패한 러시아와의 8강전에서도 동점골을 넣었다. 8월 4일, 그는 국가대표팀 은퇴를 선언했다.
2010년 FIFA 월드컵을 앞두고 판 니스텔로이는 다시 현역으로 복귀했지만, 베르트 판 마르베이크 네덜란드 국가대표팀 후임 감독은 그를 명단에서 제외했다. FIFA 월드컵 명단에서 탈락한 후, 판 니스텔로이는 사실상 국가대표팀 경력에 마침표를 찍었다는 것을 인정하는 것 외에는 없다고 말했다.
주포 로빈 판 페르시가 소속 구단 아스널에서 활약하던 도중 부상당하자, 판 마르베이크 감독은 판 니스텔로이에게 네덜란드 국가대표 주포로 활약할 기회를 다시 주었다. 판 니스텔로이는 네덜란드의 산마리노와 핀란드와의 UEFA 유로 2012 예선 E조에서 활약할 기회를 받았다. 2010년 9월 3일, 그는 5-0으로 이긴 산마리노와의 경기에서 득점을 기록했다.
2011년 3월, 그는 헝가리와의 두 차례 UEFA 유로 2012 예선전 경기를 앞두고 공격수 클라스-얀 휜텔라르, 아르연 로번, 그리고 테오 얀센이 모두 부상으로 빠지면서 다시 국가대표팀에 차출되었다. 그는 3월 25일 원정 경기에서 디르크 카위트와 막판에 교체되어 출전했고, 나흘 후에 암스테르담에서 벌어진 다음 경기에서도 후보로 교체 출전했고, 35번째 국가대표팀 득점을 기록했다. 그는 베런트 스홀텐과의 인터뷰에서 "오라녜 선수단에 무언가를 보탤 수 있는 것이 좋습니다"라고 말했다.

## 감독 경력

### PSV 유소년부
2013년 6월, 판 니스텔로이는 U-17 유소년부의 수련 감독으로 PSV에 합류했다.

### 네덜란드 국가대표팀
2014년 3월, 판 니스텔로이는 2014년 FIFA 월드컵 이후 휘스 히딩크가 취임하면 수석 코치를 맡을 것으로 발표되었다.

### PSV 에인트호번
2022년 3월, 판 니스텔로이는 PSV 에인트호번과의 계약이 만료된 로거 슈미트의 뒤를 이어 PSV의 감독이 되면서 첫 번째 1군팀 감독직을 시작하게 되었고, 2022-23 에레디비시부터 3년 동안 PSV의 감독을 맡는 계약을 체결했다. 2022-23 에레디비시 시즌을 한 경기 남긴 2023년 5월 24일, 판 니스텔로이는 PSV의 감독직에서 물러나겠다는 뜻을 구단에 전했고 구단의 지원 부족이 감독직 사임의 원인이라고 발표했다.

### 맨체스터 유나이티드
2024년 7월 12일(한국시간)에 르네 하케와 함께 맨체스터 유나이티드 수석 코치에 부임함에 따라 18년 만에 맨유로 돌아왔다.
2024년 10월 28일(한국시간)에 에릭 텐 하흐가 맨유 감독직에서 경질되자 감독 대행으로 부임하여 후벵 아모링이 오기 전까지 EPL, 리그컵과 유로파를 지휘하여 4승 1무를 거둔 후, 2024년 11월 11일(한국시간)에 맨유의 수석 코치직에서 물러났다.

### 사생활
판 니스텔로이는 2004년 7월에 이성친구인 레온틴 슬라츠와 결혼했다. 2006년 9월, 둘 사이에 장녀 모아 아네트를 득녀했고, 2008년 3월에는 아들 리암이 출생했다. 판 니스텔로이는 천주교도이다.

### 자선 활동
판 니스텔로이는 그의 아내와 SOS 어린이 마을 자선 활동에 적극적으로 참여한다. 이 자선 단체는 어린이의 권리와 관심사를 보호하기 위해 1949년에 창립된 국제 자선 단체이다. 판 니스텔로이는 2001년 9월 1일에 "FIFA SOS 어린이 마을" 네덜란드 홍보대사로 공식 임명되었다.
2009년 11월 17일, 판 니스텔로이와 그의 아내는 레알 마드리드의 도시에서 SOS 행사를 주최했다. 이 행사의 목적은 달력을 제작해 단체의 자선 성금을 모으는 것이었다.

### 후원
판 니스텔로이는 스포츠 용품 제작사 나이키의 후원을 받아 나이키 광고에 출연했다. 대한민국과 일본에서 열린 2002년 FIFA 월드컵의 전세계적으로 방영된 테리 질리엄 감독의 "비밀 대회" ("전갈 KO"로 명명) 광고에 티에리 앙리, 호나우두, 엣하르 다비즈, 파비오 칸나바로, 프란체스코 토티, 호나우지뉴, 루이스 피구, 그리고 나카타 히데토시와 함께 출연했고, 전 선수였던 에리크 캉토나가 대회 "심판"을 맡았다.

### 방송 경력
2014년 FIFA 월드컵 기간 동안, 판 니스텔로이는 ESPN의 스튜디오 분석가로 출연했다.

## 경력 통계

### 클럽
| 클럽                | 시즌      | 리그 | 리그 | 컵   | 컵 | 리그 컵 | 리그 컵 | 유럽 | 유럽 | 기타 | 기타 | 합계 | 합계 |
| 클럽                | 시즌      | 출장 | 골   | 출장 | 골 | 출장    | 골      | 출장 | 골   | 출장 | 골   | 출장 | 골   |
| ------------------- | --------- | ---- | ---- | ---- | -- | ------- | ------- | ---- | ---- | ---- | ---- | ---- | ---- |
| 덴 보스             | 1993–94   | 2    | 0    | 0    | 0  | —       | —       | —    | —    | —    | —    | 2    | 0    |
| 덴 보스             | 1994–95   | 15   | 3    | 2    | 3  | —       | —       | —    | —    | –    | –    | 17   | 6    |
| 덴 보스             | 1995–96   | 21   | 2    | 0    | 0  | —       | —       | —    | —    | —    | —    | 21   | 2    |
| 덴 보스             | 1996–97   | 31   | 12   | 0    | 0  | —       | —       | —    | —    | —    | —    | 31   | 12   |
| 덴 보스             | 합계      | 69   | 17   | 2    | 3  | —       | —       | —    | —    | —    | —    | 71   | 20   |
| 헤이렌베인          | 1997–98   | 31   | 13   | 5    | 3  | —       | —       | —    | —    | —    | —    | 36   | 16   |
| 헤이렌베인          | 합계      | 31   | 13   | 5    | 3  | —       | —       | —    | —    | —    | —    | 36   | 16   |
| PSV                 | 1998–99   | 34   | 31   | 5    | 1  | —       | —       | 7    | 6    | —    | —    | 46   | 38   |
| PSV                 | 1999–2000 | 23   | 29   | 2    | 0  | —       | —       | 8    | 3    | —    | —    | 33   | 32   |
| PSV                 | 2000–01   | 10   | 2    | 2    | 3  | —       | —       | —    | —    | —    | —    | 12   | 5    |
| PSV                 | 합계      | 67   | 62   | 9    | 4  | —       | —       | 15   | 9    | —    | —    | 91   | 75   |
| 맨체스터 유나이티드 | 2001–02   | 32   | 23   | 2    | 2  | 0       | 0       | 14   | 10   | 1    | 1    | 49   | 36   |
| 맨체스터 유나이티드 | 2002–03   | 34   | 25   | 3    | 4  | 4       | 1       | 11   | 14   | 0    | 0    | 52   | 44   |
| 맨체스터 유나이티드 | 2003–04   | 32   | 20   | 4    | 6  | 0       | 0       | 7    | 4    | 1    | 0    | 44   | 30   |
| 맨체스터 유나이티드 | 2004–05   | 17   | 6    | 3    | 2  | 0       | 0       | 7    | 8    | 0    | 0    | 27   | 16   |
| 맨체스터 유나이티드 | 2005–06   | 35   | 21   | 2    | 0  | 2       | 1       | 8    | 2    | 0    | 0    | 47   | 24   |
| 맨체스터 유나이티드 | 합계      | 150  | 95   | 14   | 14 | 6       | 2       | 47   | 38   | 2    | 1    | 219  | 150  |
| 레알 마드리드       | 2006–07   | 37   | 25   | 3    | 2  | —       | —       | 7    | 6    | 0    | 0    | 47   | 33   |
| 레알 마드리드       | 2007–08   | 24   | 16   | 1    | 0  | —       | —       | 7    | 4    | 1    | 0    | 33   | 20   |
| 레알 마드리드       | 2008–09   | 6    | 4    | 0    | 0  | —       | —       | 4    | 3    | 2    | 3    | 12   | 10   |
| 레알 마드리드       | 2009–10   | 1    | 1    | 2    | 0  | —       | —       | 1    | 0    | 0    | 0    | 4    | 1    |
| 레알 마드리드       | 합계      | 68   | 46   | 6    | 2  | —       | —       | 19   | 13   | 3    | 3    | 96   | 64   |
| 함부르크            | 2009–10   | 11   | 5    | 0    | 0  | —       | —       | 7    | 2    | 0    | 0    | 18   | 7    |
| 함부르크            | 2010–11   | 25   | 7    | 1    | 3  | —       | —       | —    | —    | —    | —    | 26   | 10   |
| 함부르크            | 합계      | 36   | 12   | 1    | 3  | —       | —       | 7    | 2    | 0    | 0    | 44   | 17   |
| 말라가              | 2011–12   | 28   | 4    | 4    | 1  | —       | —       | —    | —    | —    | —    | 32   | 5    |
| 말라가              | 합계      | 28   | 4    | 4    | 1  | —       | —       | —    | —    | —    | —    | 32   | 5    |
| 경력 합계           | 경력 합계 | 449  | 249  | 41   | 30 | 6       | 2       | 88   | 62   | 5    | 4    | 589  | 347  |

### 국가대표팀
(출처)
| 네덜란드 국가대표팀 | 네덜란드 국가대표팀 | 네덜란드 국가대표팀 |
| 연도                | 출장                | 골                  |
| ------------------- | ------------------- | ------------------- |
| 1998                | 1                   | 0                   |
| 1999                | 8                   | 1                   |
| 2000                | 1                   | 0                   |
| 2001                | 7                   | 7                   |
| 2002                | 4                   | 1                   |
| 2003                | 8                   | 5                   |
| 2004                | 11                  | 6                   |
| 2005                | 9                   | 5                   |
| 2006                | 5                   | 3                   |
| 2007                | 5                   | 2                   |
| 2008                | 5                   | 3                   |
| 2010                | 3                   | 1                   |
| 2011                | 3                   | 1                   |
| 합계                | 70                  | 35                  |

## 수상

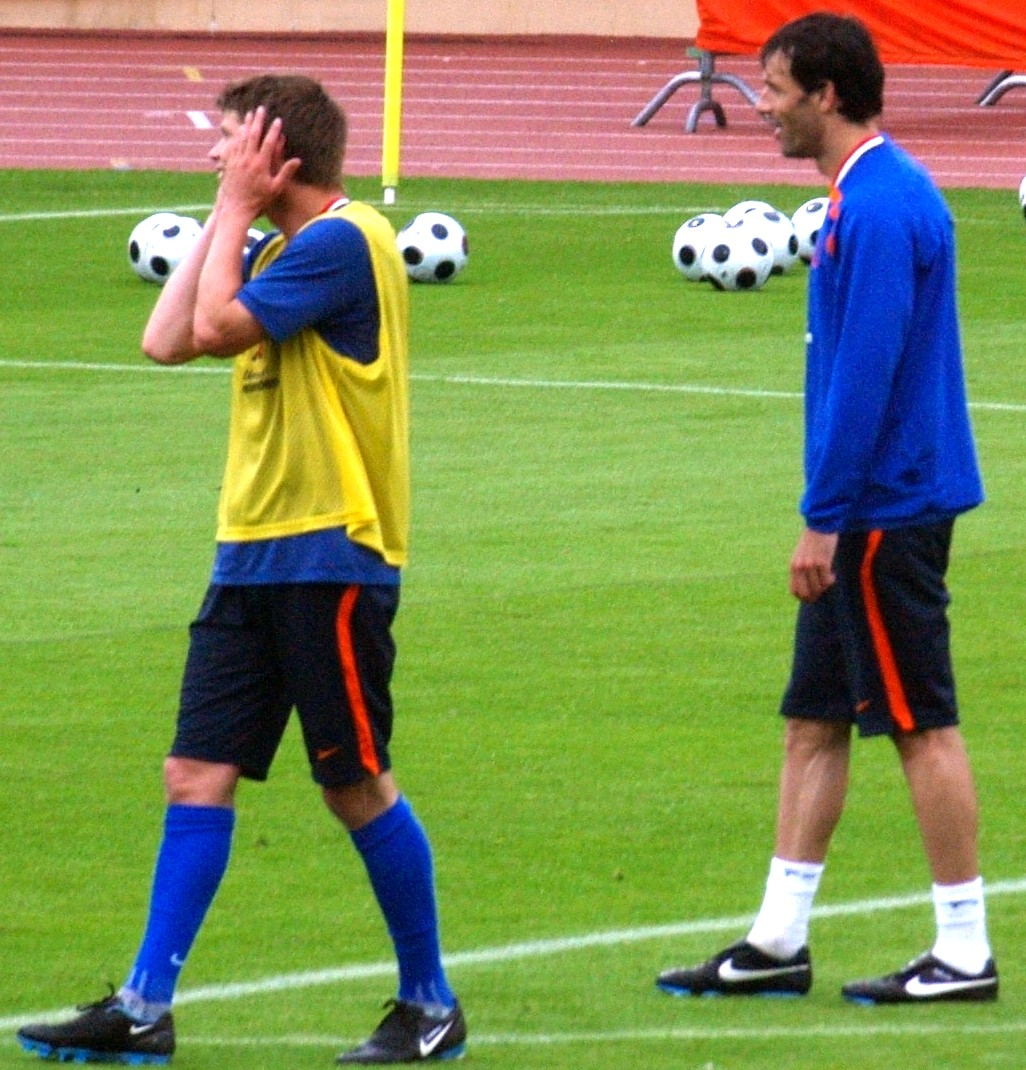
UEFA 유로 2008을 앞두고 클라스-얀 휜텔라르와 훈련하는 판 니스텔로이 (오른쪽). 판 니스텔로이는 본래 2007년 1월에 국가대표팀 은퇴 선언을 했으나 대회를 앞두고 임시적으로 복귀했다. 2011년 3월, 그는 헝가리와의 UEFA 유로 2012 예선전을 앞두고 국가대표팀 경기에 복귀해 골을 넣고 네덜란드의 승리에 일조했다.

### 클럽

#### PSV[108]
- 에레디비시: 1999–00, 2000–01
- 요한 크라위프 스할: 1998

#### 맨체스터 유나이티드[108]
- 프리미어리그: 2002–03
- FA컵: 2003–04
- 리그컵: 2005–06
- 커뮤니티 실드: 2003

#### 레알 마드리드[108]
- 라 리가: 2006–07, 2007–08
- 수페르코파 데 에스파냐: 2008

### 개인
- 에레디비시 득점왕: 1998–99,[109] 1999–00[110]
- 네덜란드 올해의 축구 선수: 1999, 2000[111]
- UEFA 클럽 올해의 공격수: 2002–03
- UEFA 챔피언스리그 득점왕: 2001–02,[112] 2002–03,[113] 2004–05[114]
- UEFA 챔피언스리그 도움왕: 2001–02
- UEFA 올해의 팀: 2003
- UEFA 유로 올스타팀 : 2004
- 라리가 득점왕 : 2006–07
- PFA 올해의 선수: 2001–02[115]
- PFA 올해의 팀: 2001–02, 2003–04
- PFA 팬 선정 올해의 선수: 2001–02
- 프리미어리그 득점왕: 2002–03[116]
- 프리미어리그 올해의 선수: 2002–03[116]
- 프리미어리그 이 달의 선수 : 01년 12월, 02년 2월, 03년 4월
- 프리미어리그 이 달의 골: 03년 3월
- BBC 이 달의 골 : 03년 3월
- FA컵 득점왕 : 2002-03, 2003-04
- FA컵 결승전 MoM : 2004
- ESM 올해의 팀: 2001–02
- 맷 버즈비 경 올해의 선수: 2001–02, 2002–03
- IFFHS 올해의 세계 최다 득점자: 2002[117]
- IFFHS 전년대 세계 최다 득점자: 2012[118]
- ESPN 00년대의 팀 : 2009
- FIFA 100

#### 발롱도르
- 2002 - 13
- 2003 - 6
- 2004 - 9
- 2007 - 6
- 2008 - 24

#### FIFA 올해의 선수
- 2003 - 6
- 2004 - 9
- 2005 - 21
- 2007 - 17
- 2008 - 19